# Henk Schulte Nordholt (Indonesiëkundige)
Henk Schulte Nordholt (De Bilt, 13 juni 1953) is een Nederlands hoogleraar oriëntalistiek, met als specialisme Indonesiëkunde.
Henk Schulte Nordholt is een zoon van Herman Gerrit Schulte Nordholt, koloniaal ambtenaar en hoogleraar culturele antropologie aan de Vrije Universiteit Amsterdam.

## Studie en werk
Schulte Nordholt studeerde aan de Vrije Universiteit Amsterdam, waar hij in 1980 cum laude afstudeerde en in 1988, eveneens cum laude, in sociale wetenschappen zijn doctoraat behaalde. In zijn proefschrift behandelde hij het politieke systeem op het eiland Bali in Indonesië.
Aan de Universiteit van Amsterdam doceerde hij van 1985 tot 2005 antropologie en de geschiedenis van Azië. Van 1999 tot 2005 was hij universitair hoofddocent in Moderne Aziatische Geschiedenis aan dezelfde universiteit. Hij was hoogleraar Aziatische Geschiedenis aan de Erasmus Universiteit in Rotterdam van 1999 tot 2007 en hoogleraar Zuidoost-Azië Studies aan de Vrije Universiteit in Amsterdam van 2007-2014. Sinds 2005 is hij verbonden aan het Koninklijk Instituut voor Taal-, Land- en Volkenkunde in Leiden. Hij is namens het KITLV deeltijdhoogleraar Geschiedenis van Indonesië aan de Universiteit Leiden.

## Onderzoek en publicaties
Tot zijn belangrijkste onderzoeksgebieden behoren de geschiedenis van Indonesië, Bali, antropologie van het kolonialisme, politiek geweld en de hedendaagse politiek in Indonesië. Hij publiceerde op dit gebied een groot aantal werken, waaronder:
- 1988: Een Balische dynastie : hiërarchie en conflict in de Negara Mengwi, 1700-1940, Haarlem: eigen beheer
- 1991: State, village and ritual in Bali, Vrije Universiteit, Amsterdam
- 1995: De roep om Merdeka. Indonesische vrijheidslievende teksten, met H. Poeze, Jan Mets, Amsterdam/Novib, Den Haag
- 1996: The spell of power. A history of Balinese politics 1650 - 1940, KITLV, Leiden
- 1997: Outward appearances, dressing state and society in Indonesia, KITLV, Leiden
- 1999: Het dagelijks leven in Indie 1937-1947. Brieven van O. Schulte Nordholt-Zielhuis, Walburg Pers, Zutphen
- 2002/2003/2005/2006: (redactie) Indonesia in Transition (vier delen), Pustaka Pelajar, Jogjakarta
- 2002: Kriminalitas, Modernitas dan Identitas dalam Sejarah Indonesia, Pustaka Pelajar, Jogjakarta
- 2007: Renegotiating Boundaries. Local Politics in post Suharto Indonesia, met Gerry van Klinken, KITLV, Leiden
- 2008: Indonesie na Soeharto. Reformasi en Restauratie. Amsterdam, Bert Bakker
- 2016: Een Geschiedenis van Zuidoost-Azië, Amsterdam University Press, Amsterdam.
- 2016: Democratization and Citizenship in Southeast Asia, met Ward Berenschot en Laurens Bakker, Brill, Leiden
- 2021: Merdeka, met Harry Poeze. Walburg Pers.

- Bibsys: 90586743
- Bibliothèque nationale de France: cb12210928v (data)
- Digitale Bibliotheek voor de Nederlandse Letteren: schu240
- Gemeinsame Normdatei: 133314790
- International Standard Name Identifier: 0000 0001 0881 180X
- Library of Congress Control Number: n97074305
- Nationale Bibliotheek van Tsjechië: jo2014814486
- Nationale bibliotheek van Australië: 49285305
- Nationale Bibliotheek van Israël: 987007267863205171
- Nederlandse Thesaurus van Auteursnamen: 073468347
- LIBRIS: 198514
- Système universitaire de documentation: 030757282
- Trove: 1525160
- Virtual International Authority File: 25789164
- WorldCat: E39PBJm9c8kbYJrmfDGBpDr6rq